# Misura di Haar
Nell'analisi matematica, la misura di Haar è un modo per assegnare un "volume invariante" ai sottoinsiemi di un gruppo topologico localmente compatto e di conseguenza definire un integrale per le funzioni su tale gruppo.
Questa misura venne introdotta da Alfréd Haar, matematico ungherese, intorno al 1932. Le misure di Haar sono usate in molte aree dell'analisi e della teoria dei numeri.

## Nozioni preliminari
Sia {\displaystyle G} un gruppo topologico localmente compatto. Nel seguito la σ-algebra generata da tutti i sottoinsiemi aperti di {\displaystyle G} è detta algebra di Borel. Un elemento dell'algebra di Borel è detto insieme di Borel. 
Se {\displaystyle a} è un elemento di {\displaystyle G} e {\displaystyle S} è un sottoinsieme di {\displaystyle G}, allora si indicano le traslate sinistre e destre come segue:
- Traslata sinistra:

{\displaystyle aS=\{a\cdot s:s\in S\}}
- Traslata destra:

{\displaystyle Sa=\{s\cdot a:s\in S\}}
Le traslate sinistre e destre mandano insiemi di Borel in insiemi di Borel.
Una misura {\displaystyle \mu } sui sottoinsiemi di Borel di {\displaystyle G} è detta invariante per traslazioni sinistre se e solo se
per tutti i sottoinsiemi di Borel {\displaystyle S} di {\displaystyle G} e tutte le {\displaystyle a} in {\displaystyle G} si ha:
{\displaystyle \mu (aS)=\mu (S)}
Nella definizione dell'invarianza per traslazioni destre si ricorre a una definizione simile.

## Esistenza della misura di Haar sinistra
Si vede che, a meno di una costante moltiplicativa positiva, esiste solo una misura {\displaystyle \mu } definita sui sottoinsiemi di Borel di {\displaystyle G}, invariante per traslazioni sinistre, numerabilmente additiva e regolare, tale che {\displaystyle \mu (U)>0} per ogni insieme di Borel aperto non vuoto {\displaystyle U}. Si dice che {\displaystyle \mu } è regolare se:
- {\displaystyle \mu (K)} è finita per ogni insieme compatto {\displaystyle K}.

- Ogni insieme di Borel {\displaystyle E} è esternamente regolare:

{\displaystyle \mu (E)=\inf\{\mu (U):E\subseteq U,U{\mbox{ aperto e boreliano}}\}}
- Se {\displaystyle E} è boreliano, allora {\displaystyle E} è internamente regolare:

{\displaystyle \mu (E)=\sup\{\mu (K):K\subseteq E,K{\mbox{ compatto }}\}}
Risulta utile notare che in alcuni casi patologici un insieme può essere aperto senza essere di Borel. Per questa ragione, nella proprietà della regolarità esterna, si specifica che l'estremo inferiore si estende solo sugli insiemi aperti e di Borel. Queste patologie non si incontrano se {\displaystyle G} è un gruppo localmente compatto la cui topologia sottostante è una metrica separabile; in questo caso la struttura di Borel è quella generata da tutti gli insiemi aperti.

## La misura di Haar destra
Può essere dimostrato che esiste essenzialmente un'unica misura di Borel invariante per traslazioni destre {\displaystyle \nu }, ma non coincide necessariamente con la misura invariante per traslazioni sinistre {\displaystyle \mu }. Queste misure sono le stesse solo per i cosiddetti gruppi unimodulari. È tuttavia facile trovare una relazione fra {\displaystyle \mu } e {\displaystyle \nu }.
Infatti, per un insieme di Borel {\displaystyle S}, sia {\displaystyle S^{-1}} l'insieme degli inversi degli elementi di {\displaystyle S}. Se si definisce:
{\displaystyle \mu _{-1}(S)=\mu (S^{-1})}
allora questa è una misura di Haar destra. Per mostrare l'invarianza destra, si applica la definizione:
{\displaystyle \mu _{-1}(Sa)=\mu ((Sa)^{-1})=\mu (a^{-1}S^{-1})=\mu (S^{-1})=\mu _{-1}(S)}
Poiché la misura destra è unica, segue che {\displaystyle \mu _{-1}} è un multiplo di {\displaystyle \nu } e quindi:
{\displaystyle \mu (S^{-1})=k\nu (S)}
per tutti gli insiemi di Borel {\displaystyle S}, dove {\displaystyle k} è una costante positiva.

## L'integrale di Haar
Usando la teoria generale dell'integrazione di Lebesgue, si può allora definire un integrale per tutte le funzioni misurabili {\displaystyle f} su {\displaystyle G}. Questo integrale è detto integrale di Haar. Se {\displaystyle \mu } è una misura di Haar sinistra, allora:
{\displaystyle \int _{G}f(sx)\ d\mu (x)=\int _{G}f(x)\ d\mu (x)}
per ogni funzione integrabile {\displaystyle f}. Questo è immediato per le funzioni a scala, essendo fondamentalmente la definizione di invarianza sinistra.

## Utilità
La misura di Haar è usata per l'analisi armonica su gruppi localmente compatti generici, vedi dualità di Pontryagin. Una tecnica frequentemente usata per dimostrare l'esistenza di una misura di Haar su un gruppo localmente compatto {\displaystyle G} è mostrare l'esistenza su {\displaystyle G} di una misura di Radon invariante a sinistra.
A meno che {\displaystyle G} sia un gruppo discreto, è impossibile definire una misura invariante a destra numerabilmente additiva per tutti i sottoinsiemi di {\displaystyle G}, assumendo l'assioma della scelta (si veda insiemi non misurabili).

## Esempi
- La misura di Haar sul gruppo topologico {\displaystyle (\mathbb {R} ,+)} che prende il valore 1 sull'intervallo {\displaystyle [0,1]} è uguale alla misura di Lebesgue ristretta ai sottoinsiemi di Borel di {\displaystyle \mathbb {R} }. Questo risultato può essere generalizzato a {\displaystyle (\mathbb {R} ^{n},+)}.
- Se {\displaystyle G} è il gruppo dei numeri reali positivi dotati dell'operazione di moltiplicazione, allora la misura di Haar {\displaystyle \mu (S)} è data da:

{\displaystyle \mu (S)=\int _{S}{\frac {1}{|t|}}\,dt}
per tutti i sottoinsiemi di Borel {\displaystyle S} dei reali positivi.
Questo si generalizza al seguente:
- Per {\displaystyle G=GL(n,\mathbb {R} )} le misure di Haar destra e sinistra sono proporzionali e:

{\displaystyle \mu (S)=\int _{S}{1 \over |\det(X)|^{n}}\,dX}
dove {\displaystyle dX} denota la misura di Lebesgue su {\displaystyle R^{n^{2}}}, l'insieme di tutte le {\displaystyle n\times n}-matrici. Questo segue dalla formula di cambiamento delle variabili.
- Più in generale, su ogni gruppo di Lie di dimensione {\displaystyle d}, una misura di Haar può essere associata a una d-forma {\displaystyle \omega } non nulla e invariante per traslazioni, come misura di Lebesgue {\displaystyle |\omega |}; e un risultato analogo vale per la misura di Haar destra. Questo significa inoltre che la funzione modulare può essere calcolata, come valore assoluto del determinante della rappresentazione aggiunta.

## La funzione modulare
La traslata sinistra di una misura di Haar destra è una misura di Haar destra. Più in dettaglio, se {\displaystyle \mu } è una misura di Haar destra, allora anche:
{\displaystyle A\mapsto \mu (t^{-1}A)}
è invariante a destra. Quindi, esiste un'unica funzione {\displaystyle \delta }, detta funzione modulare tale che per ogni insieme di Borel {\displaystyle A} si verifica:
{\displaystyle \mu (t^{-1}A)=\Delta (t)\mu (A)}
Un gruppo è unimodulare se e solo se la funzione modulare è identicamente 1. Esempi di gruppi unimodulari sono i gruppi compatti e i gruppi abeliani. Un esempio di un gruppo non unimodulare è il gruppo {\displaystyle ax+b} delle trasformazioni della forma:
{\displaystyle x\mapsto ax+b}
sulla retta reale.